# بارك تشو رونغ
الاسم بارك تشو رونغ (الإنجليزية؛park cho-rong الكورية:박초롱)،( مواليد 1991/03/03) وهي مغنية، ممثلة، راقصة ومغنية راب. وهي القائدة لفرقة الفتيات الكورية اي بينك التي أنشأتها شركة كيوب إنترتينمنت.

## السيرة الذاتية
ولدت تشو رونغ في تشنغتشونغ، كوريا الجنوبية يوم 3 مارس 1991. لديها شقيقة أكبر سنا، وأخت أصغر سنا.
حضرت روضة الأطفالByungsul ، الابتدائية Bukang / المدرسة المتوسطة والثانوية تشونجباك.
تعلمت هاب كيدو لمدة ثماني سنوات منذ الطفولة، وحصلت على الحزام الأسود من الدرجة الثالثة. يملك والدها مركز هاب كيدو،
أول ظهور لتشورونغ في تيزر B2st “shock Japaness ver”.

## الدراما التلفزيونية
| السنة | قناة | اسم المسلسل    | دور                               |
| ----- | ---- | -------------- | --------------------------------- |
| 2011  | MBC  | All My Love    | بارك تشو رونغ                     |
| 2012  | tvN  | Reply 1997     | لي إل هوا(بالغة من العمر 18 عاما) |
| 2014  | tvN  | Plus Nine Boys | هان سو-أه                         |

## روابط خارجية
- بارك تشو رونغ على موقع IMDb (الإنجليزية)
- بارك تشو رونغ على موقع ميوزك برينز (الإنجليزية)
- بارك تشو رونغ على موقع ديسكوغز (الإنجليزية)
- بارك تشو رونغ على موقع قاعدة بيانات الفيلم (الإنجليزية)